# ایتا (شاهدخت)
ایتا (انگلیسی: Ita) شاهدختی در مصر باستان بود که در دوران دودمان دوازدهم، حدود سال ۱۸۵۰ پیش از میلاد زندگی می‌کرد.

## شواهد تاریخی
او از طریق تندیس یک ابوالهول که در شهر قطنا (در سوریه امروزی) کشف شده، شناخته شده است. این تندیس اکنون در موزه لوور نگهداری می‌شود (شماره ثبت: ای.او. ۱۴۰۷۵). بر روی این تندیس، او دارای دو عنوان است: «بانوی بلندمرتبه» (iryt-pꜥt) و «شاهدخت از صلب پادشاه».

## آرامگاه
اطلاعات دقیق‌تری از ایتا از محل دفنش در کنار هرم آمنمحات دوم در دهشور به‌دست آمده است. این آرامگاه به‌صورت دست‌نخورده کشف شد و شامل یک تابوت چوبی تزیین‌شده بود که متون دینی طولانی‌تری—مشتمل بر نام او—را دربرداشت. همچنین مجموعه‌ای از زیورآلات ارزشمند شخصی، از جمله یک خنجر باشکوه و تزیین‌شده، در این محل یافت شد.
با این حال، مشخص نیست که آیا زنی که در تندیس قطنا معرفی شده با فرد دفن‌شده در دهشور یکسان است یا خیر. با این حال، محل آرامگاه او در مجاورت هرم آمنمحات دوم می‌تواند نشانه‌ای باشد که ایتا در واقع دختر همین پادشاه بوده است.

## نگارخانه
- ابوالهول تقدیم شده به ایتا. موزه لوور، ای.او. ۱۴۰۷۵
- خنجر شاهدخت ایتا در تابوتش پیدا شد.